# Pöttsching
Pöttsching è un comune austriaco di 2 877 abitanti nel distretto di Mattersburg, in Burgenland; ha lo status di comune mercato (Marktgemeinde).